# 福田裕大 (アナウンサー)
福田 裕大（ふくだ やすひろ、1999年 - ）は、NHKのアナウンサー。東京都足立区出身。

## 経歴
立教新座高等学校、立教大学を卒業後、2022年4月にNHKに入局し、札幌放送局に配属された。
2023年11月、宮崎放送局に異動。

## 人物
2006年の有馬記念（ディープインパクトのラストレース）での三宅正治（フジテレビアナウンサー）の実況を聞き、アナウンサーに関心を持つようになった。
高校時代は野球部、大学時代は体育会ゴルフ部に所属していた。

## 現在の担当番組
- 宮崎県のニュース・中継・リポート
- ニュース845宮崎（不定期）

## 過去の担当番組

### 札幌放送局時代（2022年度 - 2023年10月）
- 北海道のニュース・中継・リポート
- ほっとニュース845（不定期）
- ニュース北海道645（不定期）
- 北海道まるごとラジオ（不定期）[7]
- 北のことばお兄さん（北海道の総合テレビで月曜日から木曜日の「おはよう日本」6時台前に放送のミニ番組）[8]
- NHKプロ野球（リポート）[2]
- あさイチ（2023年7月10日）[9]

### 宮崎放送局時代（2023年11月 - ）
- ニュース きん5時
  - 宮崎市田野地区から中継・リポート（2023年12月22日）
- 九州沖縄のニュース（2024年1月17日・応援派遣要員） - 福岡局より
- ニュース845福岡（2024年1月17日） - 応援派遣要員
- ラジオニュース（九州沖縄、R1・FM）の泊まり勤務担当（2024年1月18日 - 19日） - 応援派遣要員[注釈 1]
- てげビビ!
  - 道上美璃異動に伴う代理キャスター（2024年3月27日）
  - 堀井優太の代理キャスター（2024年6月13日）